# 杨晶 (1963年)
杨晶（1963年4月—），辽宁凌源人，回族，中国共产党党员。中华人民共和国政治人物、第十三届全国人民代表大会黑龙江省代表。

## 生平
2018年，杨晶被选为黑龙江省出席第十三届全国人民代表大会代表。
曾任黑龙江广播电视台党组书记、台长。2019年11月起任中国广播电视社会组织联合会副会长。2020年1月起任黑龙江省政协常委。